# Christiane Schneider

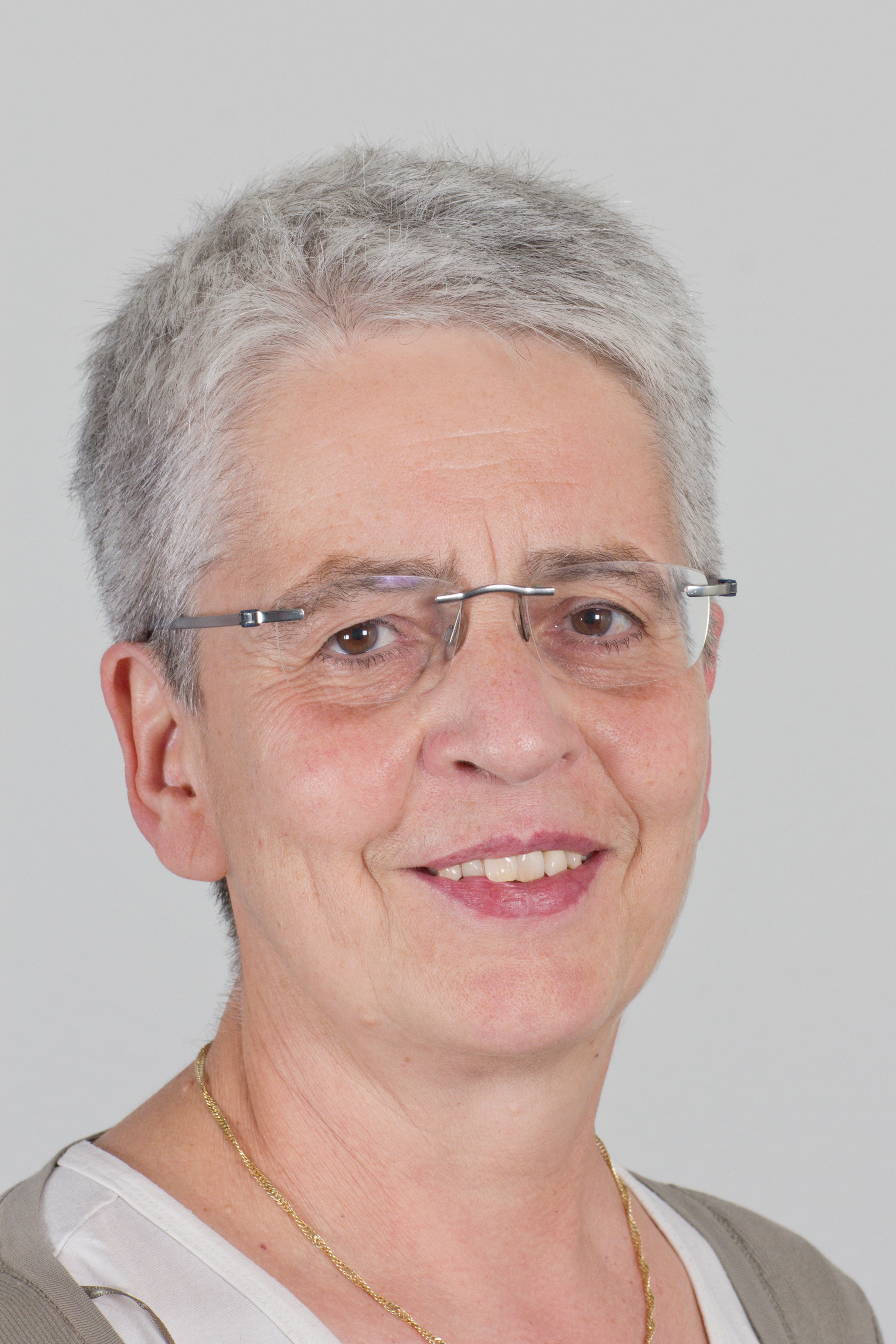
Christiane Schneider, 2011

Christiane Schneider (* 8. August 1948 in Hamburg) ist eine ehemalige deutsche Politikerin (Die Linke). Sie war von 2008 bis 2020 Abgeordnete in der Hamburgischen Bürgerschaft, zuletzt war sie Vizepräsidentin der Bürgerschaft. Seit 2025 gehört sie dem Vorstand der Rosa-Luxemburg-Stiftung Hamburg an.

## Leben und Beruf
Schneider hat eine Ausbildung zur Schriftsetzerin abgeschlossen. Sie war bis Ende 2010 Geschäftsführerin des Hamburger Kleinverlages GNN, bei dem sie die Zeitschriften Lokalberichte und das Gefangenen Info für Angehörige von RAF-Terroristen herausgab. Aufgrund dieser Tätigkeit äußerte der Leiter des Landesamtes für Verfassungsschutz Hamburg in der Sendung ML Mona Lisa vom 23. Oktober 2005, dass Schneider terroristische Aktionen rechtfertige und sich mit den Tätern identifiziere. Hiergegen klagte diese vor dem Verwaltungsgericht Hamburg, welches ihr mit Urteil vom 11. Oktober 2006 recht gab: Die Äußerungen seien mangels tatsächlicher Anhaltspunkte unrichtig und damit rechtswidrig, der Verfassungsschutz habe diese in Zukunft zu unterlassen.

## Politik
Christiane Schneider war in den 70er Jahren aktives Mitglied des Kommunistischen Bundes Westdeutschland (KBW), für den sie bei der Bundestagswahl 1976 kandidierte. Bei der Spaltung des KBW wechselte sie 1980 zum neu gegründeten Bund Westdeutscher Kommunisten (BWK), wo sie verlegerisch (Verlag GNN – Gesellschaft für Nachrichtenerfassung und Nachrichtenverbreitung) tätig war. Bei der Bundestagswahl 1983 kandidierte sie für den BWK auf Platz 3 der Landesliste Niedersachsen.
1994 und dann von 2002 bis 2006 war Christiane Schneider Landessprecherin der Partei des Demokratischen Sozialismus in Hamburg, für die sie dort bei der Bundestagswahl 1994 und bei späteren Wahlen antrat. Sie setzt sich dafür ein, dass der Jugendstrafvollzug durch ein eigenes Gesetz geregelt wird. Auch verbindliche Volksentscheide hält sie für ein wichtiges Anliegen. In einem Interview sprach sie sich für die Einhaltung der UN-Wanderarbeiterkonvention zum Schutz der Migranten unabhängig von ihrem aufenthaltsrechtlichen Status aus.
Bei der Bürgerschaftswahl in Hamburg 2008 kandidierte Christiane Schneider, die 2007 zur Landessprecherin der Partei Die Linke gewählt worden war, für Die Linke im Wahlkreis 11 Wandsbek und auf Platz 3 der Landesliste, über die sie in die Bürgerschaft gewählt wurde. Bei der vorgezogenen Bürgerschaftswahl in Hamburg 2011 kandidierte Christiane Schneider auf Listenplatz 3 der Landesliste der Partei Die Linke und wurde erneut gewählt. Sie war stellvertretende Fraktionsvorsitzende und Parlamentarische Geschäftsführerin der Linksfraktion sowie innen- und rechtspolitische Sprecherin. Ihre Schwerpunkte in der Hamburgischen Bürgerschaft und außerparlamentarisch sind vor allem die Themenfelder Grundrechte und Demokratie.
Bei der Bürgerschaftswahl in Hamburg 2015 kandidierte Christiane Schneider im Wahlkreis 1 Hamburg-Mitte für die Linkspartei und erlangte über die Wahlkreisliste erneut ein Mandat für die Bürgerschaft. Zur Bürgerschaftswahl 2020 trat sie nicht mehr an.

## Kritik
Im April 2008 geriet sie in die Schlagzeilen, als sie in einer Aktuellen Stunde der Hamburger Bürgerschaft über den Tibet-Konflikt den Dalai Lama mit dem iranischen Revolutionsführer Ajatollah Khomeini indirekt gleichsetzte: „Die Weltgesellschaft hat in den letzten Jahrzehnten keine guten Erfahrungen mit Religionsführern gemacht, die sich als Repräsentanten gesellschaftlicher Opposition in die Politik gedrängt haben. Ich erinnere zum Beispiel an Chomeini.“ Sie teile deswegen nicht die „Voraussetzungslosigkeit, mit der die GAL Solidarität mit Tibet fordere“.
Bei der vorgezogenen Bürgerschaftswahl in Hamburg 2011 kandidierte Christiane Schneider auf Listenplatz 3 der Landesliste der Partei Die Linke. Das Politmagazin Report Mainz erhebt gegenüber Christiane Schneider in einem Bericht über die Wahl den Vorwurf eines unkritischen Verhältnisses zu linksextremistischer Gewalt.

## Veröffentlichungen
- Christiane Schneider (Hrsg.): Ausgewählte Dokumente der Zeitgeschichte: Bundesrepublik Deutschland (BRD): Rote Armee Fraktion (RAF). Verlagsgesellschaft Politische Berichte/GNN, 4. Aufl. Köln 1988 (zuerst 1987). ISBN 3-926922-00-1.